# Вяїнамері
58°45′00″ пн. ш. 23°05′00″ сх. д. / 58.75° пн. ш. 23.08333° сх. д.
Вяїнамері (Муху-Вяїн, ест. Väinameri, Моонзунд, швед. Moonsundet) — протока, що відокремлює Моонзундський архіпелаг від материкового узбережжя Естонії.
Протока сполучає Балтійське море і Ризьку затоку і складається з проток Суурвяїн між материком і островом Муху (Моон) і Харікурк між островом Хіїумаа і островом Вормсі. Ширина протоки від 6 до 27 км, мінімальна глибина 1,8 м. Площа протоки — 2200 км². Замерзає взимку.